# Bhután világörökségi helyszínei
Bhután területéről eddig egy helyszín sem került fel a világörökségi listára, nyolc helyszín a javaslati listán várakozik felvételre. 
| Megnevezés | Kép | Típus      | Kritérium      | Év   | Link |
| --- | --- | ---------- | -------------- | ---- | ---- |
| Drukgyel Dzong |     | Kulturális | III, IV        | 2012 | 5694 |
| Dzongok, világi és vallási központok : Punakha Dzong, Paro Dzong, Wangdue Dzong, Phodrang Dzong, Trongsa Dzong, Dadama Dzong |     | Kulturális | III, IV        | 2012 | 5695 |
| Phadzso Drugom Csigpo és utódai szent helyei                                                                                 |     | Kulturális | II, IV         | 2012 | 5696 |
| Tamshing-kolostor |     | Kulturális | III, IV        | 2012 | 5697 |
| Manasz Királyi Nemzeti Park                                                                                                  |     | Természeti | VII, IX, X     | 2012 | 5698 |
| Dzsigme Dordzsi Nemzeti Park                                                                                                 |     | Természeti | VII, IX, X     | 2012 | 5699 |
| Bumdeling Vadvédelmi Terület                                                                                                 |     | Természeti | VII, IX, X     | 2012 | 5700 |
| Szakteng Vadvédelmi Terület                                                                                                  |     | Természeti | III, V, VII, X | 2012 | 5701 |